# Blauer Brief
Blauer Brief ist die umgangssprachliche Bezeichnung für eine Benachrichtigung, mit der die Schule den Eltern eines Schülers (oder dem Schüler selbst, wenn dieser volljährig ist) mitteilt, dass die Versetzung gefährdet ist. Auch Kündigungsschreiben werden oft als Blauer Brief bezeichnet.
Nach der Völkerschlacht bei Leipzig im Jahre 1813 benötigten die deutschen Fürsten in ihren Staaten wesentlich weniger Soldaten. Viele Uniformen, die in dieser Zeit preußisch Blau eingefärbt waren und nicht mehr benötigt wurden, nutzte man zur Papierherstellung. Die Papierfabriken zerkleinerten die damals gängigen blauen Uniformstoffe stark, um daraus Papier herzustellen. Das Papier behielt trotz Bleichung einen blauen Schein und wurde von den Verlegern von Zeitungen und Büchern nicht akzeptiert, man wollte weißes Papier haben. Mangels erforderlicher Absatzmärkte mussten die Fürsten das Briefpapier selbst verwenden. Briefe der Staatsmacht bedeuteten damals meistens nichts Gutes und enthielten regelmäßig Forderungen und unangenehme Erlasse. Die blauen Briefe, die auch in großer Zahl von Gerichten und Behörden versandt wurden, brachten den Empfängern regelmäßig Kummer. Erst ab 1865 wurden andere Rohstoffe für die Papierherstellung verwandt.
Kaiser Wilhelm I. hatte am 15. August 1877 die Order erlassen, wonach nur noch an die höheren Offiziere vom Regimentskommandeur an aufwärts gerichteten Kabinettsorders in persönlichen Angelegenheiten und Mitteilungen über Ernennungen, Beförderungen, Versetzungen, Verabschiedungen usw. blickdicht in blauen Briefumschlägen zu übergeben sind:

„Se. Majestät der Kaiser und König haben Sich dahin auszusprechen geruht, daß Allerhöchst dieselben den althergebrachten, seit der Regierungszeit Sr. Majestät Friedrichs des Großen in Übung befindlichen Brauch, wonach die Allerhöchsten Kabinettsordres in blauen Briefumschlägen verschlossen werden, aufrecht zu erhalten, dagegen die anderweitige Benutzung blauer Briefumschläge im Dienstverkehr bei der Armee tunlichst vermieden zu sehen wünschen.“

Da heute durch die geänderte Herstellungsweise blaues Papier eigens eingefärbt werden muss und daher solche blauen Umschläge teurer sind, werden sie zumindest in Deutschland nur noch selten tatsächlich für solche Schriftstücke verwendet. Stattdessen nutzen deutsche öffentliche Stellen heute oftmals graues Recyclingpapier.

## Blauer Brief in Deutschland
Blaue Briefe sind in Deutschland, wie das gesamte Schulrecht, durch die Bundesländer geregelt. In Hessen hat eine Benachrichtigung unabhängig von einem Vermerk im Halbjahreszeugnis spätestens acht Wochen vor dem Ausgabetermin des Jahreszeugnisses zu erfolgen (Verordn. Schulverh. § 16 (2)).
Zuweilen wird auch ein schriftlicher Tadel (= schriftliche Missbilligung), d. h. die schriftliche Benachrichtigung der Eltern über ein Fehlverhalten in der Schule, als Blauer Brief bezeichnet.
Grundsätzlich gilt, dass bei einem Schüler, der die Volljährigkeit erreicht hat, der Blaue Brief an den Schüler selbst und nicht mehr an die Eltern gerichtet wird und daher der Schüler selbst bestätigen muss, dass er die bevorstehende Nichtversetzung zur Kenntnis genommen hat; gleiches gilt bei Schulverweisen o. Ä. Maßnahmen. Nach dem Amoklauf von Erfurt, bei dem die Eltern des späteren Täters aus diesem Grund nichts von seinem Schulverweis erfahren hatten, wurde in die Schulgesetze einiger Bundesländer die Möglichkeit aufgenommen, auch bei volljährigen Schülern die Eltern über gravierende Vorkommnisse informieren zu dürfen.

## Blauer Brief in Österreich
In Österreich versteht man unter einem Blauen Brief auch einen von einer Behörde versandten RSa-Brief.
Darunter versteht man ein behördliches Schriftstück, welches an den Empfänger mit Zustellnachweis eigenhändig zuzustellen sind. Solche Schriftstücke werden zur leichteren Erkennbarkeit in blauen Umschlägen versandt.
Frühwarnung
Die Frühwarnung oder das Frühwarnsystem ist ein an österreichischen Schulen eingeführtes Konzept, die Eltern und den Schüler während beider Semester darüber zu informieren, dass die Wahrscheinlichkeit von einem „Nicht Genügend“ (die schlechteste Note im österreichischen Schulsystem) im Jahreszeugnis hoch ist. Das heißt allerdings nicht unbedingt, dass der Schüler auf „Nicht Genügend“ steht, sondern nur, dass ein „Nicht Genügend“ aufgrund von schlechten Noten im zweiten Semester droht. Somit ist jeder, der im Semesterzeugnis ein „Genügend“ hat, ein potenzieller Kandidat für das Frühwarnsystem, weil es nur einer schlechten Mit- oder Schularbeitsnote bedarf, um auf ein Nicht Genügend zu kommen. Eine Frühwarnung im ersten Semester gilt nicht für das zweite Semester. Alle Verständigungen nach SchUG §19 haben ausschließlich Informationscharakter, das heißt, auch wenn sie nicht gemacht wurden, kann ein „Nicht genügend“ in der Schulnachricht oder im Jahreszeugnis gegeben werden, wenn es sachlich einwandfrei begründet ist.
Die Frühwarnung wird dabei in Form eines von den Eltern zu unterschreibenden Formulars dem Schüler ausgehändigt. Hat der Schüler bereits das 18. Lebensjahr vollendet, so ist er berechtigt, die Frühwarnung selbst zu unterzeichnen.
Ein Blauer Brief soll außerdem Eltern auf eine erhöhte Anzahl an Fehlstunden hinweisen.
Nachwarnung
Man kann auch eine „Nachwarnung“ bekommen, wenn die Leistungen abweichend vom Blauen Brief schlechter geworden sind.

## Blauer Brief in der Schweiz
In der Schweiz bedeutet der blaue Brief die Kündigung seitens des Arbeitgebers.

## Ähnliche Begriffe in anderen Ländern
- In den USA werden Kündigungsschreiben als Pink-Slip bezeichnet, siehe Pink-Slip-Party.
- In Großbritannien gibt es das Formular P45, das Arbeitnehmer beim Ausscheiden aus dem Unternehmen erhalten.